# Gasero Loco de Mattoon
El Gasero Loco de Mattoon (también conocido como el "Merodeador Anestesista", el "Anestesista Loco", el "Anestesista Fantasma", el "Gasero Loco de Roanoke" o simplemente "El Gasero Loco") fue el nombre dado a la persona o personas que se consideran responsable de una serie de ataques con gas que aparentemente se produjeron en el Condado de Botetourt, Virginia, durante la década de 1930, y en Mattoon, Illinois, a mediados de la década de 1940.
Aun si los ataques son algo más que un caso de histeria colectiva y si los informes individuales se conectan, la explicación de todos los acontecimientos sigue siendo debatida.

## Apariencia
La mayoría de las descripciones contemporáneas del Gasero Loco se basan en el testimonio del señor y la señora Kearney Bert del número 1408 de la Avenida Marshall. Ellos fueron el primer caso en Mattoon en ser informado por los medios de comunicación. El matrimonio lo describió como un hombre alto y delgado, vestido con ropa oscura y que llevaba una gorra ajustada. Otro informe, hecho algunas semanas más tarde, lo describiría como una mujer vestida de hombre. También se afirmó en la descripción que el Gasero llevaba una pistola atomizadora, una herramienta agrícola para la pulverización de pesticidas, que supuestamente utilizaba para expulsar el gas.

## Supuestos ataques

### Condado de Botetourt, Virginia
El primer incidente registrado del Gasero ocurrió en el Condado de Botetourt, Virginia, con ataques que se produjeron entre el 22 de diciembre de 1933 y febrero de 1934.

#### Cronología
El primer incidente reportado ocurrió en la casa de Cal Huffman, en Haymakertown, Condado de Botetourt, donde hubo tres ataques registrados en el transcurso de una sola noche.
A las 22:00 p. m. del 22 de diciembre de 1933, la señora Huffman sintió un olor inusual, para posteriormente tener una sensación de náusea. El olor y la náusea regresaron de nuevo media hora más tarde, momento en el que Cal Huffman llamó a la policía. Un tercer ataque ocurrió alrededor de las 1:00 a. m. esta vez afectando a toda la casa. En total, ocho miembros de la familia Huffman se vieron afectados por el gas, junto con Ashby Henderson, un huésped que se alojaba en la casa. Sus síntomas incluían dolores de cabeza, náuseas, hinchazón facial e inflamación de la boca y la garganta. Alice Huffman, la hija de Cal Huffman, sufrió una reacción más severa al gas que los demás residentes: la garganta se le estrechó tanto que dejó de respirar y tuvo que ser reanimada. También sufrió ataques convulsivos durante varias semanas después del ataque, aunque el médico local S.F. Driver registró en el momento que él creía que esto era probablemente debido a la ansiedad provocada por el ataque, en lugar de los efectos del propio gas.
El siguiente incidente registrado ocurrió en Cloverdale el 24 de diciembre. Clarence Hall, su esposa y sus dos hijos regresaron de una misa cerca de las 09:00 a. m. Detectaron un olor fuerte, dulce, y de inmediato comenzaron a sentirse débiles y con náuseas. La policía que investigó el caso descubrió que un clavo había sido retirado de la ventana trasera, cerca de donde el gas parecía haber estado más concentrado, y se dedujo que el agujero del clavo se había utilizado para inyectarlo en la casa.
Un tercer incidente ocurrió el 27 de diciembre, en el que el residente de Troutville, A. Kelly y su madre informaron tener síntomas similares a los casos de los Huffman y Hall. Un cuarto y quinto incidentes se produjeron el 10 de enero de 1934, cuando la señora Moore, huésped en la casa del residente de Haymakertown, Hylton Homero, informó escuchar voces afuera antes de que alguien inyectara gas en la habitación a través de una ventana dañada. El segundo ataque de la noche se informó en Troutville, en la casa de G. Kinzie.
Otros ataques reportados incluyen:
| Fecha                | Víctima(s)                                 | Localización        | Notas |
| -------------------- | ------------------------------------------ | ------------------- | --- |
| 16 de enero de 1934  | F. Duval                                   | Bonsack             | Un coche sospechoso fue visto cerca del lugar del ataque con un hombre y una mujer dentro |
| 19 de enero de 1934  | Sra. Campbell                              | Cloverdale          | La víctima era esposa de un exjuez. |
| 21 de enero de 1934  | Sr. y Sra. Howard Crawford                 | Cloverdale          | Las víctimas fueron atacadas con gas casi a su regreso a casa. |
| 22 de enero de 1934  | Ed Reedy George C. Riley Raymond Etter     | Carvin's Cove       | Las tres casas estaban ubicadas a dos kilómetros una de la otra, y fueron atacadas en orden consecutivo desplazándose hacia el sur. |
| 23 de enero de 1934  | Sra. R. H. Hartsell                        | Pleasantdale Church | Alguien colocó una barricada fuera de la puerta para evitar que escaparan, aunque los Hartsell no estaban en casa cuando ocurrió el ataque. |
| 28 de enero de 1934  | Sr. y Sra. Ed Stanley y tres visitantes    | Cloverdale          | Cuatro personas fueron vistas huyendo de la escena. |
| 3 de febrero de 1934 | Sr. y Sra. A. Scaggs y otros cinco adultos | Nace                | Las víctimas se vieron fuertemente afectadas por el gas. |
| 9 de febrero de 1934 | J. G. Schafer                              | Lithia              | Después del ataque, secciones de nieve descolorida fueron descubiertas cerca de la casa de la víctima. La nieve tenía un olor dulce; el análisis mostró que contenía sulfuro, arsénico y aceite mineral. Autoridades especularon que podría ser residuo de un insecticida. |

Varios incidentes más fueron registrados, pero las autoridades determinaron que la mayoría eran una combinación de engaños y residentes preocupados informando de olores poco comunes como signos de un ataque.

### Mattoon, Illinois
La segunda oleada de incidentes ocurrió en Mattoon, Illinois. Comenzó a finales de agosto de 1944, y los ataques continuaron durante varias semanas.

#### Cronología
El primero de los incidentes de 1944 donde estaba involucrado el Gasero se produjo en una casa de la Avenida Grant, en Mattoon, el 31 de agosto de 1944. Urban Raef fue despertado durante las primeras horas de la mañana por un olor extraño. Se sentía mareado y débil y sufrió un ataque de vómito. Ante la sospecha de que estaban sufriendo de envenenamiento por gas doméstico, la esposa de Raef trató de comprobar la estufa de la cocina para ver si había un problema con el piloto, pero descubrió que estaba parcialmente paralizada e incapaz de levantarse de la cama.
Más tarde esa noche, un incidente similar fue reportado también por una madre joven que vivía cerca. Ella se despertó por su hija, quien tenía un acceso de tos, pero se sintió incapaz de salir de su cama (debido a las diferentes descripciones del evento y que ocurrió en la madrugada del 31 de agosto a la mañana del primero de septiembre, algunos relatos de la época señalan que el ataque ocurrió el día siguiente).
Al día siguiente, el 1 de septiembre, se reportó un tercer incidente. La señora Kearney, de la Avenida Marshall, en Mattoon, informó que percibió un olor fuerte y dulce alrededor de las 11:00 a. m. Al principio desestimó el olor, creyendo que era de las flores fuera de la ventana, pero el olor se hizo más fuerte y pronto empezó a perder la sensibilidad en sus piernas. La señora Kearney entró en pánico y sus gritos atrajeron a su hermana, la señora Ready, que se encontraba en la casa en ese momento. La señora Ready también notó el olor, y determinó que provenía de la dirección de la ventana de la habitación, que estaba abierta en ese momento. La policía fue contactada, pero no encontró evidencia de un merodeador. Alrededor de las 12:30 a. m. Bert Kearney, el marido de la señora Kearney (un conductor de taxi local que había estado ausente durante el momento del ataque), regresó a casa para encontrar a un hombre no identificado escondido cerca de una de las ventanas de la casa. El hombre huyó y Kearney no pudo atraparlo. La descripción que proporcionó Kearney del merodeador era de un hombre alto, vestido con ropa oscura y con una gorra ajustada. Esta descripción se informó en los medios de comunicación locales, y se convirtió en la descripción común del Gasero durante todo el incidente de Mattoon. Después del ataque, la señora Kearney reportó que sufrió de una sensación quemante en los labios y la garganta, que fue atribuida a los efectos del gas.
Inicialmente, se sospechaba que el robo fuera el motivo principal para el ataque. En el momento de los incidentes, los Kearney tenían una gran suma de dinero en la casa, y se conjeturó que el merodeador podría haber visto a la señora Kearney y su hermana contándolo esa misma mañana. La prensa local informó incorrectamente este incidente como el primer ataque.
En los días siguientes al ataque en casa de los Kearney, hubo media docena de ataques similares (véase el cuadro), aunque ninguna de las presuntas víctimas fueron capaces de proporcionar una descripción clara del merodeador, y no se encontraron indicios en el lugar de los ataques. La primera muestra de evidencia física fue encontrada en la noche del 5 de septiembre, cuando Carl y Beulah Cordes de la Calle 21 Norte regresaron a su casa en torno a las 22:00 p. m.; después de pasar unos minutos en la casa se dieron cuenta de que había un pedazo de tela blanca, ligeramente más grande que un pañuelo masculino, en su porche junto a la mosquitera de la puerta. Beulah Cordes tomó el paño y lo olió. Tan pronto como lo inhaló, se sintió violentamente enferma. Ella describió el efecto como algo similar a una descarga eléctrica. Su rostro rápidamente comenzó a hincharse, experimentó una sensación de ardor en la boca y la garganta y empezó a vomitar. Al igual que con otras víctimas, también informó que se sentía débil y experimentó parálisis parcial de las piernas. Beulah Cordes más tarde dijo que probablemente la tela había sido dejada en el porche con el fin de eliminar al perro de la familia, que solía dormir allí, así el merodeador podría obtener acceso a la casa y pasar desapercibido.
Además de la tela, una llave maestra, que se describe en los reportes como "bastante usada", fue encontrada en la acera junto al porche, junto con un tubo de lápiz labial casi vacío. La tela fue analizada por las autoridades, pero no encontraron sustancias químicas que pudieran explicar la reacción de Beulah Cordes.
Esa misma noche un segundo incidente se reportó, esta vez en la Calle 13 Norte, en la casa de la señora Leonard Burrell. Ella dijo haber visto un extraño entrar por la ventana de su dormitorio y luego tratar de aplicarle gas.
La preocupación pública sobre los supuestos ataques con gas creció rápidamente, el FBI se involucró, y la policía local emitió un comunicado pidiendo a los residentes que evitaran rondar solos en las zonas residenciales, y advirtió que los grupos creados para patrullar en busca del Gasero debían de ser disueltos por razones de seguridad pública. El Jefe de la Policía C.E. Cole también advirtió a los ciudadanos interesados a actuar con moderación debido al hecho de transportar o descargar armas de fuego.
Durante este período, también hubo un aumento en la evidencia física de los ataques informados, que iban desde huellas supuestamente descubiertas por debajo de las ventanas hasta las lágrimas que se encontraron en las pantallas de algunas ventanas.
Para el 12 de septiembre, la policía local había recibido muchas alarmas falsas (la mayoría de ciudadanos que consideraban que olía a gas o que habían visto a un merodeador), al grado de reducir la prioridad asignada a los informes del Gasero y anunciar que todo el incidente fue probablemente el resultado de sucesos explicables exacerbados por los temores del público, y un signo de la ansiedad que sentían las mujeres mientras los hombres locales estaban en servicio por la guerra.
Después del anuncio de la policía, los informes del Gasero disminuyeron. El único incidente discutible después de esa fecha fue el caso de Bertha Burch, quien dijo que vio al Gasero y que este era una mujer vestida de hombre.
| Fecha                    | Víctima(s)                                                                                | Ubicación          | Notas |
| ------------------------ | ----------------------------------------------------------------------------------------- | ------------------ | --- |
| 31 de agosto de 1944     | Sr. y Sra. Urban Reef                                                                     | Avenida Grant      | N/A |
| 1 de septiembre de 1944  | No nombrado                                                                               | N/A                | Nombre no reportado a los medios. |
| 1 de septiembre          | Sra. Charles Rider                                                                        | Avenida Prairie    | N/A |
| 1 de septiembre de 1944  | Sra. Bert Kearney                                                                         | Avenida Marshall   | Primer caso reportado a los medios. Muchas de las descripciones del Gasero derivan de este caso.                                      |
| 5 de septiembre de 1944  | Sra. Beulah Cordes                                                                        | Calle 21 Norte     | Cayó enferma después de oler un pedazo de tela encontrado en su porche.                                                               |
| 5 de septiembre de 1944  | Sra. Leonard Burrell                                                                      | Calle 13 Norte     | N/A |
| 6 de septiembre          | Sra. Laura Junken                                                                         | Avenida Richmond   | N/A |
| 6 de septiembre de 1944  | Ardell Spangle                                                                            | Calle 15 Norte     | N/A |
| 6 de septiembre de 1944  | Sr. Fred Goble                                                                            | N/A                | Vio a un merodeador, que podría haber sido el Gasero.                                                                                 |
| 6 de septiembre de 1944  | Sra. Glenda Hendershott                                                                   | Calle 14 Sur       | N/A |
| 6 de septiembre de 1944  | Sr. Daniel Spohn                                                                          | Calle 19 Norte     | N/A |
| 6 de septiembre de 1944  | Sra. Cordie Taylor                                                                        | Avenida Charleston | N/A |
| 6 de septiembre de 1944  | Señorita Frances Smith Señorita Maxine Smith                                              | Avenida Moultrie   | N/A |
| 7 de septiembre de 1944  | Mismo de arriba                                                                           | Mismo de arriba    | Observaron una especie de vapor azul y oyeron el sonido de un zumbido motorizado que creen pudo tratarse de un mecanismo para gasear. |
| 8 de septiembre de 1944  | Sr. C. W. Driskell                                                                        | Avenida DeWitt     | N/A |
| 9 de septiembre de 1944  | Sra. Genevieve Haskell Grayson Wayne Haskell Sra. Russell Bailey Señorita Katherine Tuzzo | Westwood           | N/A |
| 9 de septiembre de 1944  | Sra. Lucy Stephens                                                                        | Calle 32 Norte     | N/A |
| 10 de septiembre de 1944 | No nombrado                                                                               | Avenida Champaign  | Nombre no reportado a los medios. |
| 10 de septiembre de 1944 | No nombrado                                                                               | Avenida Moultrie   | Nombre no reportado a los medios. |
| 10 de septiembre de 1944 | Señorita Frances Smith Señorita Maxine Smith                                              | Avenida Moultrie   | Tercer ataque reportado. |
| 13 de septiembre de 1944 | Bertha Burch                                                                              | N/A                | Describió al Gasero como una mujer vestida de hombre. Huellas de zapatos de mujer fueron encontrados en la escena.                    |

(Lista incompleta)

## Explicaciones
Hay tres teorías principales sobre el incidente del Gasero Loco de Mattoon: histeria de masas, contaminación industrial, o un atacante físico real. Autores de lo paranormal también han escrito acerca de los sucesos.

### Histeria colectiva
Casi dos semanas después de que los ataques comenzaran en Mattoon, el Comisario local de Salud Pública, Thomas V. Wright, anunció que se había producido, sin duda, una serie de incidentes, pero que muchos casos eran probablemente debido a la histeria: los residentes escucharon de los acontecimientos alarmantes y a continuación entraban en pánico cuando se enfrentaban con un olor fuera de lugar o una sombra en la ventana. Wright dijo:
"No hay duda de que un maníaco existe y de que ha hecho una serie de ataques, pero muchos de los ataques denunciados no son más que histeria. El miedo al hombre del gas está completamente fuera de proporción por la amenaza del gas relativamente inofensivo que él está repartiendo. Toda la ciudad está enferma de histeria".
El 12 de septiembre de 1944, el jefe local de Policía C.E. Cole llevó la hipótesis de Wright un paso más allá, anunciando que probablemente ningún ataque de gas se había producido, y que los incidentes habían sido probablemente provocados por sustancias químicas transportadas en el viento desde instalaciones industriales cercanas y luego exacerbados por el pánico público.
El diagnóstico de Wright y Cole tuvo más validez aún en 1945, cuando el Diario de la psicología anormal y social publicó "El anestesista fantasma de Mattoon: un estudio de campo de la histeria de masas", de Donald M. Johnson, que documentó el incidente Mattoon como un estudio de un caso de histeria colectiva. En 1959, su opinión fue secundada por el psicólogo J. P. Chaplin, y pasó a constituir la base de varios estudios posteriores de los fenómenos de histeria colectiva.
La mayoría de los síntomas físicos registrados durante los incidentes de Botetourt y Mattoon (incluyendo ahogamiento, inflamación de las membranas mucosas, debilidad y parálisis temporal) han sido sugeridos como síntomas de histeria.
Algunos expertos creen que la histeria colectiva se vio impulsada por el titular del Mattoon Journal-Gazette que decía "Sra. Kearney y su hija son las primeras víctimas", lo que sugería que habría más ataques.

### Residuos tóxicos o contaminación
El 12 de septiembre de 1944, el Jefe de la Policía Cole dijo en una conferencia de prensa que los olores y los síntomas observados podían haber sido el resultado de contaminantes o residuos tóxicos vertidos por plantas industriales, y especuló que el tetracloruro de carbono o el tricloroetileno, los cuales tienen un olor dulce, podrían inducir síntomas similares a los reportados por las víctimas del supuesto Gasero.
En respuesta a las afirmaciones de Cole, Atlas-Imperial, la principal compañía implicada en este asunto, emitió un comunicado diciendo que su instalación contaba con sólo cinco litros de tetracloruro de carbono, y que figuraban en el equipo de lucha contra incendios. Los funcionarios de Atlas-Imperial también negaron que esas cantidades de tricloroetileno (un disolvente industrial utilizado por Atlas-Imperial) fueran responsables de la enfermedad en la ciudad, diciendo que se necesitarían cantidades significativas del producto químico para enfermar a la gente del pueblo, y que los trabajadores de las fábricas habrían experimentado los mismos síntomas mucho antes que nadie fuera de la fábrica.
En el momento de los ataques, la planta Atlas había sido certificada como segura por el Departamento de Salud del Estado.

### Agresor real
Después de analizar los acontecimientos, algunos investigadores han concluido que al menos algunos de los incidentes del Gasero eran obra de un atacante real que llevó a cabo una serie de ataques con gas según lo informado por testigos.
Que los acontecimientos en Botetourt y Mattoon estén conectados sigue siendo una conjetura. El autor Mike Dash sostiene que existen sorprendentes similitudes (huellas femeninas, olores y síntomas similares), pero que no insiste en una conexión. Jerome Clark también observa muchas similitudes entre los dos casos pero no llega a argumentar en favor de una conexión. Clark rechaza la idea de que el caso de Virginia inspirara el caso Mattoon, ya sea como una histeria colectiva o debido a un "imitador". Los dos incidentes tuvieron lugar con cerca de una década de separación, en diferentes lugares y sostiene que el incidente original recibió poca publicidad fuera de las áreas inmediatas.

#### Farley Llewellyn
En el año 2003, Scott Maruna, un antiguo residente de la zona afectada por el incidente de Mattoon en 1944, autopublicó un libro que detalla su hipótesis de que los atentados fueron obra de un hombre mentalmente perturbado llamado Farley Llewellyn.
Maruna escribe que Llewellyn, quien estudiaba en la Universidad de Illinois en el momento de los ataques, era un estudiante de química consumado que fue aislado de la comunidad local, debido a las sospechas de que era un homosexual; esto al parecer, es lo que da el conocimiento y la motivación para cometer los atentados. Maruna argumenta que muchos de los ataques se agruparon alrededor de la casa de Llewellyn y que las primeras víctimas habían asistido a la escuela secundaria con él.
Además de nombrarlo como el Gasero, Maruna también alegó que dos de las hermanas de Llewellyn, Florence y Kathryn Llewellyn, estaban involucradas, y que habían llevado a cabo uno o más ataques para llevar la sospecha lejos de su hermano.

### Otras sugerencias
Algunos escritores sobre lo paranormal han cubierto los acontecimientos. Clark (1993) describe una ilustración del Gasero de Loren Coleman en América Misteriosa: "[el artista] lo describe como un ser no del todo humano, posiblemente de origen extraterrestre".

## En la cultura popular
El Gasero Loco es el Monster in My Pocket número 110. Se le representa como una figura humanoide, que usa una máscara de gas, con pinzas en lugar de manos y que usa cilindros de gas atados a su espalda.
También aparece como un personaje de tipo demonio en el juego Shin Megami Tensei: Strange Journey.
Un episodio del podcast El Dollop está dedicado a este personaje.«E88: El Gasero Loco de Mattoon». YouTube. Consultado el 4 de octubre de 2021.